# Premières neiges
Premières neiges is een Franse tv-film uit 1999 van Gaël Morel. De film werd gemaakt in de ARTE-reeks "Petits gangsters".

## Korte inhoud
Léa laat zich op een nacht opsluiten in een supermarkt om een diefstal te kunnen plegen. Zij wordt snel gevonden door Eric, een bewaker. Alleen in de winkel, leren Léa en Eric elkaar beter kennen.

## Rolverdeling
| Acteur                | Personage  |
| --------------------- | ---------- |
| Élodie Bouchez        | Léa        |
| Stéphane Rideau       | Eric       |
| Aure Atika            | Juliette   |
| Salim Kechiouche      | Kacem      |
| Vera Briole           | overste    |
| Jean-François Galotte | parkingman |